# Famille Portinari
Pour les articles homonymes, voir Portinari (homonymie).
 (août 2024).
Si vous disposez d'ouvrages ou d'articles de référence ou si vous connaissez des sites web de qualité traitant du thème abordé ici, merci de compléter l'article en donnant les références utiles à sa vérifiabilité et en les liant à la section « Notes et références ».
La famille Portinari est une famille importante de Florence, du XIIIe au XVe siècle.

## Historique
Originaires peut-être de Portico di Romagna, dont ils pourraient tirer leur nom, ils sont des marchands et banquiers qui pèsent d'un certain poids dans les événements politiques de l'époque. À la fin du XIIIe siècle, Folco Portinari (...-1289) est un des plus riches citadins de Florence, célèbre pour ses actions de bienfaisance comme la fondation en 1288 de l'hôpital Santa Maria Nuova, qui est toujours le principal hôpital du centre ville. Sa fille Bice Portinari (1266-1290) est identifiée à la célèbre Béatrice chantée par Dante Alighieri dans la  Vita Nuova  et la  Divine Comédie .
Les Portinari sont gibelins. Après la Bataille de Bénévent (1266), certains d'entre eux sont condamnés à la relégation et refusent l'amnistie de 1316. D'autres restent en ville et se rapprochent de la famille des Cerchi (en) dans les luttes entre guelfes blancs et noirs, à la fin du XIIe siècle.
Au XVe siècle quelques membres de la famille Portinari deviennent des hommes de confiance de Cosme de Médicis, parmi lesquels Giovanni d'Adoardo Portinari (~1363-1436), qui dirige la succursale de la Banque des Médicis de Venise, ou Bernardo (1407-1455) qui dirige la filiale de Bruges fondée en 1434 jusqu'en 1448 (filiale dirigée ensuite par Angelo Tani jusqu'en 1464, puis par Tommaso).
Folco Portinari (1386-1431), le père de Tommaso, est directeur d'agence à Florence. Son fils Pigello Portinari (1421-1468), directeur de la succursale de la Banque des Médicis à Milan de 1453 à 1468, fait construire la Cappella Portinari dans la Basilique Sant'Eustorgio pour abriter les reliques de Pierre de Vérone; la chapelle est une des plus importants exemples de la diffusion de l'architecture de la Renaissance en dehors de Florence et une prouesse de peinture en perspective par le peintre lombard Vincenzo Foppa, Primitif italien des dernières générations. Accerito Portinari (1427-1504) prend la suite de son frère Pigello à la direction de la succursale milanaise, de 1468 à 1478.
Tommaso Portinari(1428-1501) directeur de la filiale flamande de 1465 à 1480, arrive à devenir banquier de Charles le Téméraire et puis de l'empereur Maximilien Ier du Saint-Empire. Il est le commanditaire du célèbre Triptyque Portinari  de Hugo van der Goes qui, envoyé à Florence, devient un point de contact entre l'école flamande et la Renaissance italienne. Sur ce triptyque, Tommaso et sa femme Maria Maddalena di Francesco Bandini-Baroncelli sont représentés avec trois de leurs enfants, Maria, née en 1471, Antonio né en 1472 et Pigello, né en 1474. Ce même Tommaso se retrouve impliqué dans la faillite de la filiale de Bruges, et est rappelé à Florence. Il est ensuite ambassadeur de Florence en Espagne.
Son fils Pier Francesco Portinari, humaniste, est un aussi un homme politique important qui, en 1528, participe aux négociations entre le prince d'Orange et Clément VII après l'attaque manquée de Florence. Ce même Pier Francesco fréquente l'Académie néoplatonicienne des Orti Oricellari. Il se distingue comme collectionneur d’œuvres littéraires prestigieuses.
De nombreux autres Portinari s'établissent dans d'autres villes italiennes ou étrangères, constituant un réseau important de contacts commerciaux avec la ville d'origine.

## Filiation
- Folco di Ricovero di Folco (-1289) a 11 enfants
  - Béatrice (1266-1290), la Béatrice de Dante
  - Manetto (-1334)
    - Giovanni (-1349)
      - Adoardo (1333-1398)
        - Accerito (v. 1361 - v. 1427)
        - Giovanni (v. 1363 - 1436)
          - Adoardo (1406 - 1470)
            - Giovanni (1438-v.1526)
            - Folco (1448-1490)

          - Bernardo (1407 - 1455)

        - Folco (1386-1431)
          - Pigello (1421-1468)
            - Ludovico
            - Folco (1462-1527)
            - Benedetto (1466-1551)

          - Accerito (1427-1504)
          - Tommaso (1428-1501)
            - (Pier) Franceso

      - Sandro (1336-1358)

  - Accerito

L'arbre est extrait de la thèse de Gijsbert Gerrit Jacob de Boggende.

## Armes

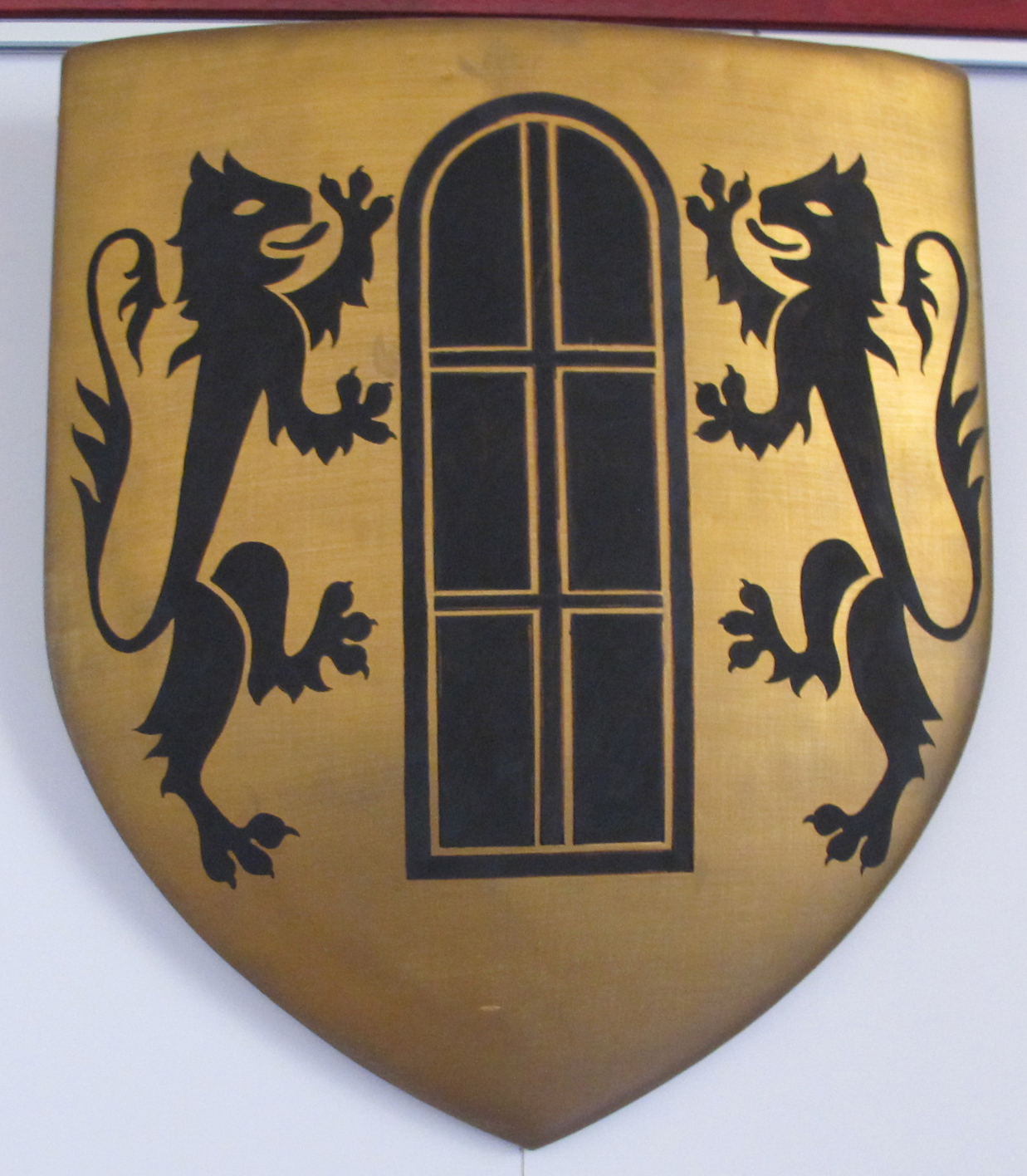
Blason des Portinari

## Demeures

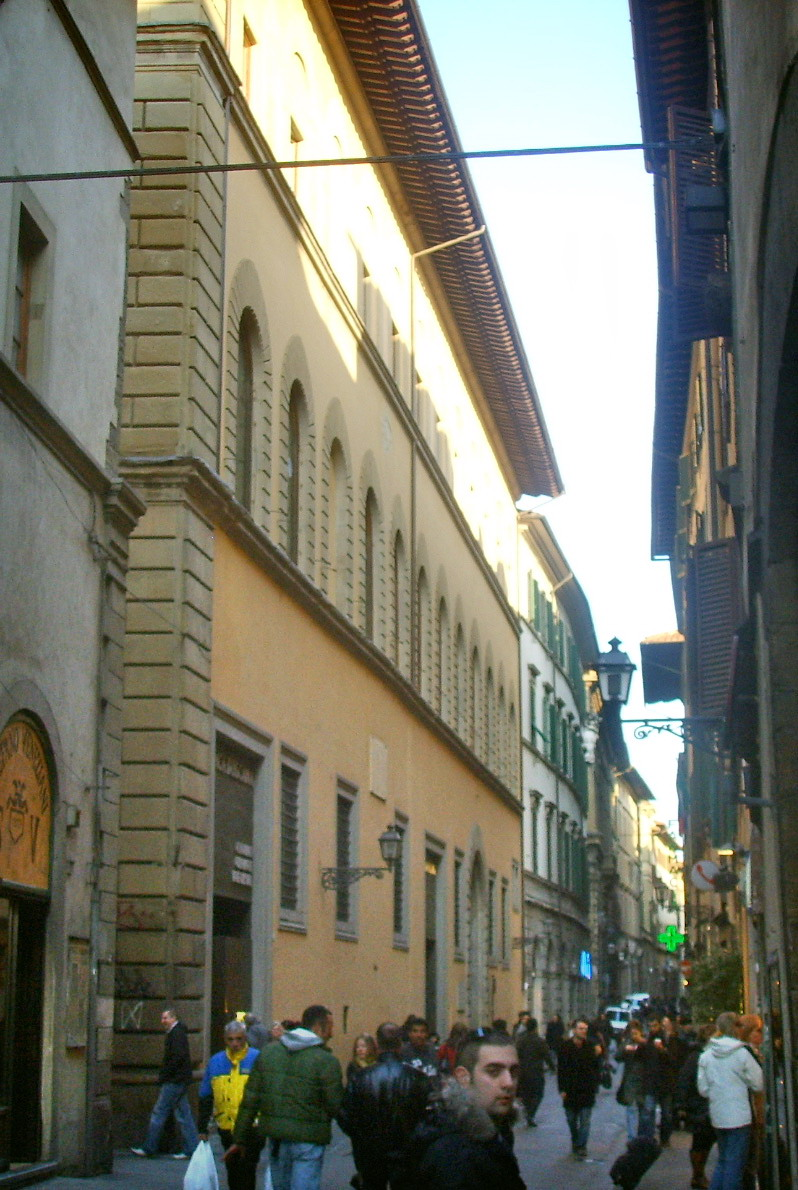
Palais Portinari-Salviati à Florence

- Palais Portinari-Salviati, Florence
- Ospedale di Santa Maria Nuova, Florence
- Oratorio di San Sebastiano de' Bini (it), Florence
- Cappella Portinari, Milan
- Portale del Banco Mediceo, Milan